# The Hinderers
The Hinderers è il secondo album della band industrial death metal Dååth pubblicato nel 2007 dalla Roadrunner Records e prodotto da James Murphy (Death, Obituary, Disincarnate, Testament) che, insieme a James Malone degli Arsis, compare nell'album anche in veste di ospite, suonando un assolo.
Delle canzoni "Ovum" e "Subterfuge" sono stati girati dei video.

## Tracce
Testi e musiche di Mike Kameron and Eyal Levi.
1. Subterfuge – 3:39
2. From the Blind – 3:47
3. Cosmic Forge – 4:27
4. Sightless – 3:17
5. Under a Somber Sign – 3:36
6. Ovum – 3:27
7. Festival Mass Soulform – 3:16
8. Above Lucium – 4:08
9. Who Will Take the Blame? – 4:12
10. War Born (Tri-Adverserenade) – 2:01
11. Dead on the Dance Floor – 3:55
12. Blessed Through Misery – 4:11
13. The Hinderers – 4:23
14. Inversion (Bonus track dell'edizione giapponese) – 6:12

## Formazione
- Sean Farber- voce
- Mike Kameron - tastiere, voce, synth
- Eyal Levi - chitarra
- Jeremy Creamer - basso
- Emil Werstler - chitarra
- Kevin Talley - batteria